# نهائي دوري أبطال أوروبا 2017
نهائي دوري أبطال أوروبا 2017 كانت المباراة الأخيرة من دوري أبطال أوروبا 2016–17 ولعبت على ملعب الألفية في مدينة كارديف عاصمة ويلز في الثالث من يونيو 2017. وكان النهائي بين يوفنتوس ‌وريال مدريد في إعادة لنهائي 1998. وفاز بها ريال مدريد بنتيجة 4–1 ليعزز من رقمه القياسي في البطولة ويحققها للمرة الثانية عشر في تاريخة ويبتعد عن أقرب منافسية بخمسة ألقاب (ميلان 7 ألقاب). كما أصبح أول فريق يحقق البطولة في موسمين متتالين في النسخة الحديثة (من 1992–93). ليتأهل للمشاركة ضد الفائز بالدوري الأوروبي 2016–17 مانشستر يونايتد في كأس السوبر الأوروبي 2017 كما تأهل مباشرة إلى نصف نهائي كأس العالم للأندية 2017.

## عن الفريقين

### يوفنتوس
| تاريخ يوفنتوس في نهائيات دوري أبطال أوروبا | تاريخ يوفنتوس في نهائيات دوري أبطال أوروبا | تاريخ يوفنتوس في نهائيات دوري أبطال أوروبا | تاريخ يوفنتوس في نهائيات دوري أبطال أوروبا | تاريخ يوفنتوس في نهائيات دوري أبطال أوروبا | تاريخ يوفنتوس في نهائيات دوري أبطال أوروبا |
| النسخة                                     | المركز                                     | الخصم                                      | النتيجة                                    | المكان                                     | الحضور                                     |
| كأس أوروبا (النظام القديم)                 | كأس أوروبا (النظام القديم)                 | كأس أوروبا (النظام القديم)                 | كأس أوروبا (النظام القديم)                 | كأس أوروبا (النظام القديم)                 | كأس أوروبا (النظام القديم)                 |
| ------------------------------------------ | ------------------------------------------ | ------------------------------------------ | ------------------------------------------ | ------------------------------------------ | ------------------------------------------ |
| 1973                                       | الوصيف                                     | أياكس أمستردام                             | 0–1                                        | ملعب النجم الأحمر، بلغراد                  | 89,484                                     |
| 1983                                       | الوصيف                                     | هامبورغ                                    | 0–1                                        | الملعب الأولمبي، أثينا                     | 73,500                                     |
| 1985                                       | البطل                                      | ليفربول                                    | 1–0                                        | ملعب الملك بودوان، بروكسل                  | 58,000                                     |
| دوري أبطال أوروبا (النظام الحديث)          |                                            |                                            |                                            |                                            |                                            |
| 1996                                       | البطل                                      | أياكس أمستردام                             | 1–1 (4–2 ر.ج.ت)                            | ملعب أولمبيكو، روما                        | 69,693                                     |
| 1997                                       | الوصيف                                     | بوروسيا دورتموند                           | 1–3                                        | الملعب الأولمبي، ميونخ                     | 59,000                                     |
| 1998                                       | الوصيف                                     | ريال مدريد                                 | 0–1                                        | أمستردام أرينا، أمستردام                   | 48,500                                     |
| 2003                                       | الوصيف                                     | ميلان                                      | 1–2                                        | ملعب أولد ترافورد، مانشستر                 | 62,315                                     |
| 2015                                       | الوصيف                                     | برشلونة                                    | 1–3                                        | الملعب الأولمبي، برلين                     | 70,442                                     |

### ريال مدريد
| تاريخ ريال مدريد في نهائيات دوري أبطال أوروبا | تاريخ ريال مدريد في نهائيات دوري أبطال أوروبا | تاريخ ريال مدريد في نهائيات دوري أبطال أوروبا | تاريخ ريال مدريد في نهائيات دوري أبطال أوروبا | تاريخ ريال مدريد في نهائيات دوري أبطال أوروبا | تاريخ ريال مدريد في نهائيات دوري أبطال أوروبا |
| النسخة                                        | المركز                                        | الخصم                                         | النتيجة                                       | المكان                                        | الحضور                                        |
| كأس أوروبا (النظام القديم)                    | كأس أوروبا (النظام القديم)                    | كأس أوروبا (النظام القديم)                    | كأس أوروبا (النظام القديم)                    | كأس أوروبا (النظام القديم)                    | كأس أوروبا (النظام القديم)                    |
| --------------------------------------------- | --------------------------------------------- | --------------------------------------------- | --------------------------------------------- | --------------------------------------------- | --------------------------------------------- |
| 1956                                          | البطل                                         | ستاد ريمس                                     | 4–3                                           | بارك دي برينس، باريس                          | 38,239                                        |
| 1957                                          | البطل                                         | فيورنتينا                                     | 2–0                                           | سانتياغو بيرنابيو، مدريد                      | 124,000                                       |
| 1958                                          | البطل                                         | ميلان                                         | 3–2 (ب.و.إ)                                   | الملك بودوان، بوركسل                          | 67,000                                        |
| 1959                                          | البطل                                         | ستاد ريمس                                     | 2–0                                           | ملعب نيكار، شتوتغارت                          | 72,000                                        |
| 1962                                          | الوصيف                                        | بنفيكا                                        | 3–5                                           | الملعب الأولمبي، أمستردام                     | 61,257                                        |
| 1964                                          | الوصيف                                        | إنتر ميلان                                    | 1–3                                           | إرنست هابل، فيينا                             | 71,333                                        |
| 1966                                          | البطل                                         | بارتيزان                                      | 2–1                                           | الملك بودوان، بوركسل                          | 46,745                                        |
| 1981                                          | الوصيف                                        | ليفربول                                       | 0–1                                           | بارك دي برينس، باريس                          | 48,360                                        |
| دوري أبطال أوروبا (النظام الحديث)             |                                               |                                               |                                               |                                               |                                               |
| 1998                                          | البطل                                         | يوفنتوس                                       | 1–0                                           | أمستردام أرينا، أمستردام                      | 48,500                                        |
| 2000                                          | البطل                                         | فالنسيا                                       | 3–0                                           | دي فرانس، سان دوني                            | 80,000                                        |
| 2002                                          | البطل                                         | باير ليفركوزن                                 | 2–1                                           | هامبدن بارك، غلاسغو                           | 52,000                                        |
| 2014                                          | البطل                                         | أتلتيكو مدريد                                 | 4–1                                           | دا لوز، لشبونة                                | 60,976                                        |
| 2016                                          | البطل                                         | أتلتيكو مدريد                                 | 1–1 (5–3 ر.ج.ت)                               | سان سيرو، ميلانو                              | 71,942                                        |

## الملعب

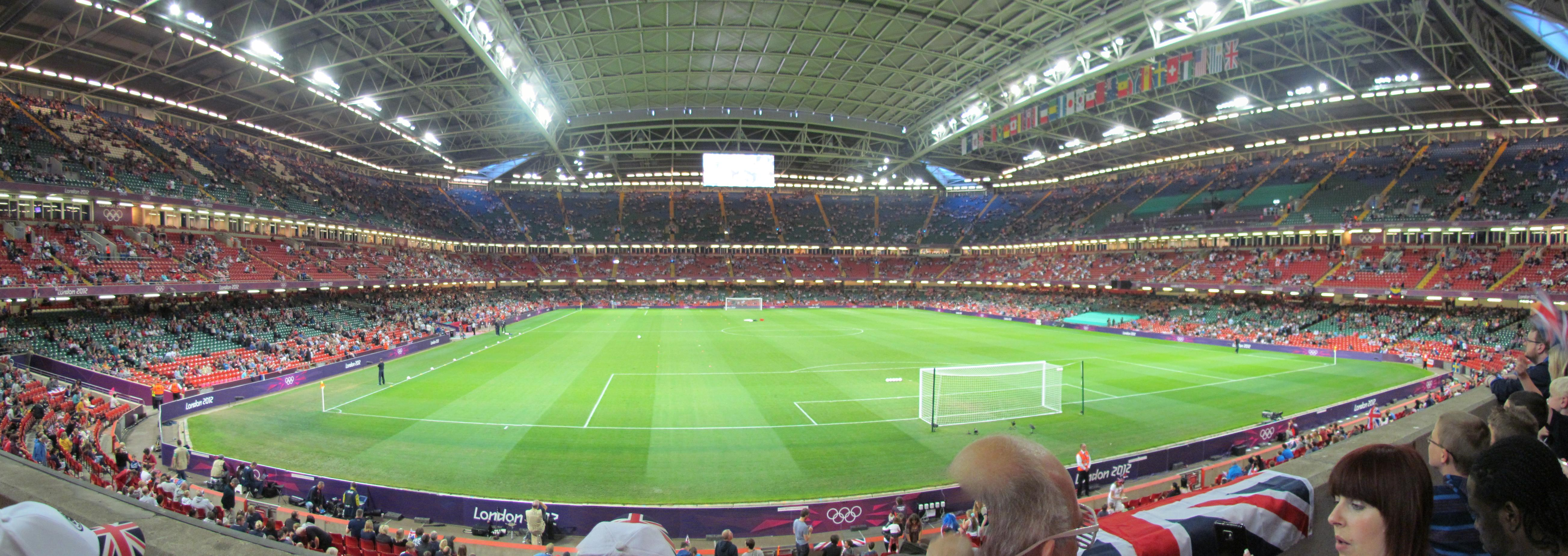
ملعب الألفية في كارديف، محتضن النهائي.

تم اختيار ملعب الألفية الذي يقع مقره في كارديف عاصمة ويلز والذي يسع لجلوس 74.500 متفرج ملعب النهائي في 30 يونيو 2015، وكانت هذه المرة الأولى التي تحتضن فيها ويلز نهائيا لدوري أبطال أوروبا. وتم إغلاق سقف الملعب أثناء المباراة تحسبا لأي عمل إرهابي.

## الطريق إلى النهائي
ملاحظة: في جميع النتائج بالأسفل، تعطى نتيجة المتأهل للنهائي أولًا (ب: بيتي؛ خ: خارجي).
| م | الفريق      | لعب | نقاط |
| - | ----------- | --- | ---- |
| 1 | يوفنتوس     | 6   | 14   |
| 2 | إشبيلية     | 6   | 11   |
| 3 | ليون        | 6   | 8    |
| 4 | دينامو زغرب | 6   | 0    |

| م | الفريق           | لعب | نقاط |
| - | ---------------- | --- | ---- |
| 1 | بوروسيا دورتموند | 6   | 14   |
| 2 | ريال مدريد       | 6   | 12   |
| 3 | ليغيا وارسو      | 6   | 4    |
| 4 | سبورتينغ لشبونة  | 6   | 3    |

## قبل المباراة

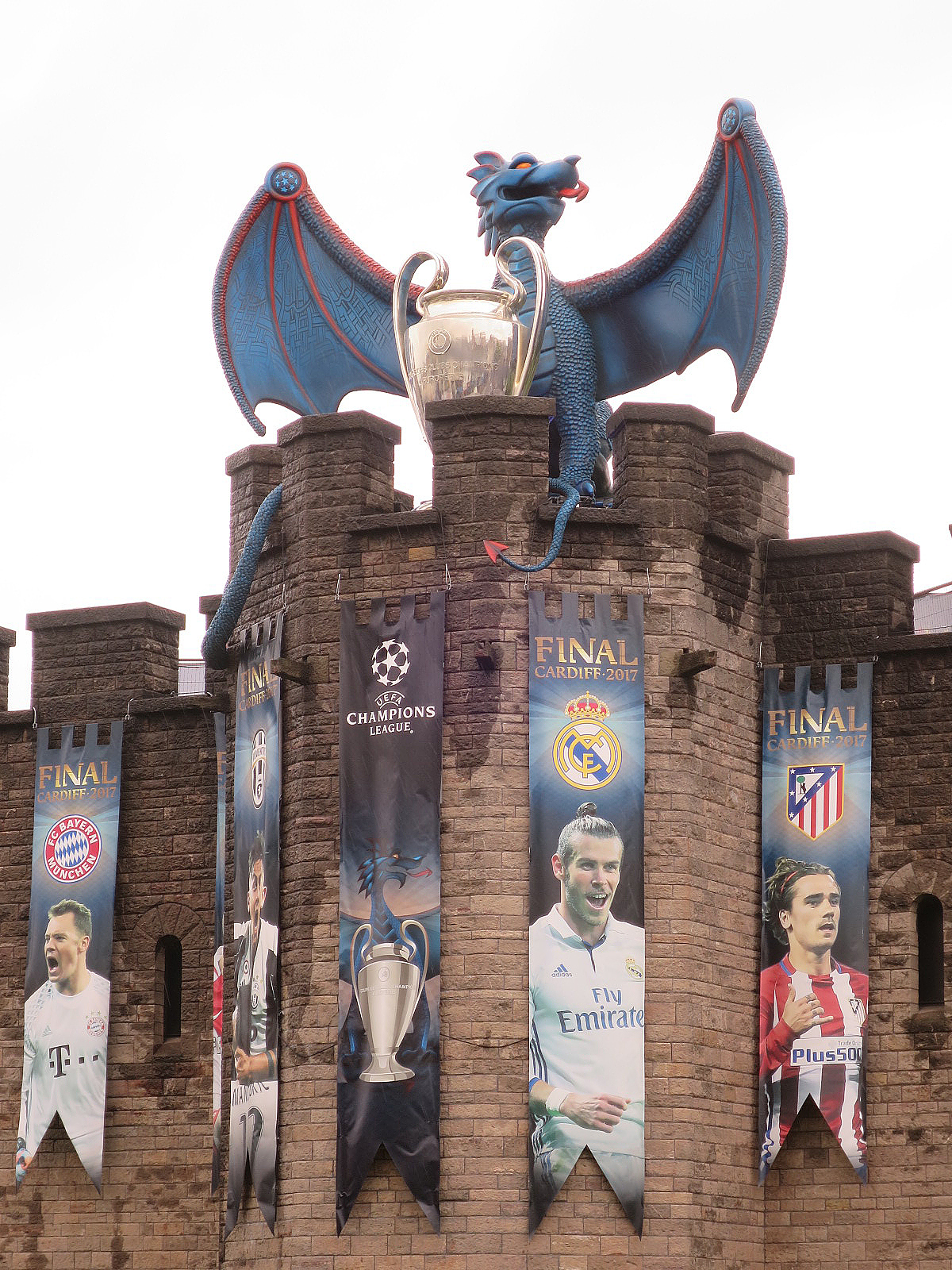
قلعة كارديف

### الحكم
تم اختيار الحكم الألماني فيليكس بريش لقيادة النهائي.

### سفير النهائي
سفير نهائي دوري أبطال أوروبا 2017 هو اللاعب الدولي الويلزي إيان راش، وفاز بدوري الأبطال سنتي 1981 و1984 مع نادي ليفربول الإنجليزي.

### شعار النهائي
تم الكشف عن شعار النهائي في 25 أغسطس 2016 في موناكو خلال قرعة مرحلة المجموعات.

### حفل الافتتاح
أدت فرقة الهيب هوب الأمريكية ذا بلاك آيد بيز في مراسم حفل افتتاح المباراة.

### التذاكر
في ملعب يتسع لـ66 ألف متفرج، تم منح 41,500 تذكرة لعموم الجمهور، إضافة إلى 18,000 تذكرة لكلا طرفي النهائي مع توفير 5,500 تذكرة للبيع عبر الإنترنت خلال الفترة بين 17 و28 مارس 2017.

### إجراءات أمنية
على خلفية تفجير ماشستر أرينا، قررت السلطات الأمنية في كارديف إقامة المباراة تحت سقف مغلق بشكل كامل لأول مرة في تاريخ دوري أبطال أوروبا.

## المباراة
| يوفنتوس          | 1–4   | ريال مدريد                                      |
| ---------------- | ----- | ----------------------------------------------- |
| - ماندجوكيتش 27' | تقرير | - رونالدو 20'، 64' - كاسيميرو 61' - أسينسيو 90' |

| يوفنتوس | ريال مدريد |

| GK                 | 1  | جيانلويجي بوفون   |         |     |
| CB                 | 15 | أندريا بارزالي    |         | 66' |
| CB                 | 19 | ليوناردو بونوتشي  |         |     |
| CB                 | 3  | جورجيو كيلليني    |         |     |
| RM                 | 23 | داني ألفيس        |         |     |
| CM                 | 5  | ميراليم بيانيتش   | 66'     | 71' |
| CM                 | 6  | سامي خضيرة        |         |     |
| LM                 | 12 | أليكس ساندرو      | 70'     |     |
| AM                 | 21 | باولو ديبالا      | 12'     | 78' |
| CF                 | 9  | غونزالو هيغواين   |         |     |
| CF                 | 17 | ماريو ماندجوكيتش  |         |     |
| البدلاء:           |    |                   |         |     |
| GK                 | 25 | نيتو              |         |     |
| DF                 | 4  | المهدي بن عطية    |         |     |
| DF                 | 26 | ستيفان ليختشتاينر |         |     |
| MF                 | 7  | خوان كوادرادو     | 72' 84' | 66' |
| MF                 | 8  | كلاوديو ماركيزيو  |         | 71' |
| MF                 | 18 | ماريو ليمينا      |         | 78' |
| MF                 | 22 | كوادو أسامواه     |         |     |
| المدرب:            |    |                   |         |     |
| ماسيميليانو أليغري |    |                   |         |     |

| GK              | 1  | كيلور نافاس       |     |     |
| RB              | 2  | داني كارفاخال     | 42' |     |
| CB              | 4  | سيرخيو راموس      | 31' |     |
| CB              | 5  | رافاييل فاران     |     |     |
| LB              | 12 | مارسيلو           |     |     |
| DM              | 14 | كاسيميرو          |     |     |
| CM              | 8  | توني كروس         | 53' | 89' |
| CM              | 19 | لوكا مودريتش      |     |     |
| RF              | 22 | إيسكو             |     | 82' |
| CF              | 9  | كريم بنزيما       |     | 77' |
| LF              | 7  | كريستيانو رونالدو |     |     |
| البدلاء:        |    |                   |     |     |
| GK              | 13 | كيكو كاسيا        |     |     |
| DF              | 6  | ناتشو             |     |     |
| DF              | 23 | دانيلو            |     |     |
| MF              | 16 | ماتيو كوفاتشيتش   |     |     |
| MF              | 20 | ماركو أسينسيو     |     | 82' |
| FW              | 11 | غاريث بيل         |     | 77' |
| FW              | 21 | ألفارو موراتا     |     | 89' |
| المدرب:         |    |                   |     |     |
| زين الدين زيدان |    |                   |     |     |

| رجل المباراة: كريستيانو رونالدو (ريال مدريد) الحكام المساعدون: مارك بورش (ألمانيا) شتيفان لوب (ألمانيا) الحكم الرابع: ميلوراد ماجيتش (صربيا) الحكام المساعدون الإضافيون: باستيان دانكرت (ألمانيا) ماركو فريتس (ألمانيا) الحكم المساعد الاحتياطي: رافاييل فولتين (ألمانيا) | قواعد المباراة - 90 دقيقة. - 30 دقيقة وقت إضافي إذا لزم الأمر. - ركلات جزاء ترجيحية إذا استمرت نتيجة متعادلة. - سبعة بدلاء تمت تسميتهم، يمكن استخدام ما يصل إلى ثلاثة منهم. |

### الإحصائيات
| الإحصائيات       | يوفنتوس | ريال مدريد |
| ---------------- | ------- | ---------- |
| الأهداف          | 1       | 1          |
| التسديدات        | 8       | 5          |
| على المرمى       | 4       | 1          |
| التصديات         | 0       | 3          |
| الاستحواذ        | 45%     | 55%        |
| الركنيات         | 1       | 0          |
| الأخطاء المرتكبة | 10      | 13         |
| التسللات         | 1       | 0          |
| البطاقات الصفراء | 1       | 2          |
| البطاقات حمراء   | 0       | 0          |

| الإحصائيات       | يوفنتوس | ريال مدريد |
| ---------------- | ------- | ---------- |
| الأهداف          | 0       | 3          |
| التسديدات        | 3       | 13         |
| على المرمى       | 0       | 4          |
| التصديات         | 1       | 0          |
| الاستحواذ        | 47%     | 53%        |
| الركنيات         | 0       | 1          |
| الأخطاء المرتكبة | 13      | 5          |
| التسللات         | 2       | 1          |
| البطاقات الصفراء | 4       | 2          |
| البطاقات حمراء   | 1       | 0          |

| الإحصائيات       | يوفنتوس | ريال مدريد |
| ---------------- | ------- | ---------- |
| الأهداف          | 1       | 4          |
| التسديدات        | 11      | 18         |
| على المرمى       | 4       | 5          |
| التصديات         | 1       | 3          |
| الاستحواذ        | 46%     | 54%        |
| الركنيات         | 1       | 1          |
| الأخطاء المرتكبة | 23      | 18         |
| التسللات         | 3       | 1          |
| البطاقات الصفراء | 5       | 4          |
| البطاقات حمراء   | 1       | 0          |

## بعد المباراة
وبفضل فوزهم، حصل ريال مدريد على اللقب الثاني عشر في ‌كأس أوروبا / دوري أبطال أوروبا، وأصبح أول ناد يفوز بلقبين متتالين في دوري أبطال أوروبا. وكان هذا الفوز الثالث بالبطولة للنادي في أربعة مواسم (‌ريال مدريد) وهو إنجاز حدث في ثلاث مرات من قبل فقط. ريال مدريد (1956–60)، أياكس (1971–1973) وبايرن ميونخ (1974–1976). وأول فريق يحقق البطولة في موسميين متتاليين في النسخة الحديثة. ولم يخسر ريال مدريد أي نهائي في دوري أبطال أوروبا، منذ هزيمته الاخيرة في عام 1981 أمام ليفربول. وشهد الانتصار أيضا أن ريال مدريد حقق أول ثنائية دوري ودوري أبطال منذ موسم 1957–58. وكان هدف ‌ريال مدريد الأول في النهائي هو هدفه 500 في تاريخ المسابقة، ليصبح أول نادي يصل إلى هذا الرقم. كما أصبح ‌كريستيانو رونالدو أول لاعب يسجل في ثلاث نهائيات دوري أبطال أوروبا في نسخته الحديثة والثاني في جميع النسخ بعد أسطورة ناديه ألفريدو دي ستيفانو والذي سجل في 5 نهائيات. وأصبح أسينسيو البالغ من العمر 21 عاما أصغر لاعب من ‌ريال مدريد يسجل في السوبر الأوروبي / نهائي دوري أبطال أوروبا.
مع خسارتهم، وسع يوفنتوس رقمه القياسي في الخسائر في النهائيات إلى 7 خسائر، وتعادلوا مع سجل بنفيكا بخسارة 5 نهائيات متتالية.

## تدافع تورينو 2017
خلال عرض المباراة في تورينو اصيب أكثر من 1500 شخص بعد أن سببت الألعاب النارية ذُعر الناس. ولا توجد أي وفيات.

## وصلات خارجية
- الموقع الرسمي لدوري أبطال أوروبا 2016–17
- نهائي دوري أبطال أوروبا 2017